# MK-77
La bomba Mark 77 (MK-77) è una bomba incendiaria statunitense aria-terra da 340 kg, contenente 416 litri di miscela gel di combustibili, subentrata direttamente al posto del napalm.
Attualmente la MK-77 è l'arma incendiaria principale usata dall'esercito americano. Anziché usare la miscela di benzina, polistirene e benzene impiegata nelle bombe al napalm, l'MK-77 usa un combustibile a base di kerosene con una minore concentrazione di benzene. Il Pentagono afferma che l'MK-77 ha un minore impatto ambientale del napalm. La miscela comprende anche un agente ossidante, che rende più difficile spegnerla una volta infiammata, così come il fosforo bianco. Gli effetti di tali bombe sono simili a quelli del napalm. L'Mk-77 è un'evoluzione di due modelli precedenti l'Mk-47 e Mk-74 entrambi utilizzati durante la guerra del Vietnam e di Corea dai marine.
L'uso di bombe incendiarie contro popolazioni civili, incluso l'uso contro obiettivi militari in aree civili, è stato vietato dal Protocollo III della Convenzione delle Nazioni Unite su certe armi convenzionali del 1980. Tuttavia, gli Stati Uniti si riservano il diritto di utilizzare queste armi contro obiettivi militari localizzati in zone ad alta densità di civili, qualora venga ritenuto che l'uso di tali armi possa provocare minori vittime e/o danni collaterali rispetto ad altre armi.

## Impiego in Iraq e Afghanistan
Le MK-77 sono state impiegate dagli United States Marine Corp durante l'operazione Desert Storm e l'operazione Iraqi Freedom. Circa 500 bombe furono sganciate, ed in base alle notizie riportate, quasi sempre su trincee irachene riempite di petrolio. Sono state anche impiegate durante la battaglia di Tora Bora durante la guerra in Afghanistan.
Almeno trenta bombe furono impiegate dai piloti dei marines, in più di tre giorni di bombardamento durante l'invasione dell'Iraq del 2003, secondo quanto riportato da una lettera recapitata dall'allora Ministro alla Difesa inglese all'ex parlamentare laburista Alice Mahon. La lettera riportava che:
Tuttavia, il reportage italiano di Sigfrido Ranucci e Maurizio Torrealta ha documentato l'uso deliberato e indiscriminato di queste bombe contro i civili durante l'offensiva di Falluja. Il documentario fu supportato da interviste con ex militari statunitensi che affermano di essere stati presenti all'offensiva. Gli Stati Uniti tuttavia negarono ogni accusa e non hanno mai confermato l'utilizzo di armi incendiarie contro obiettivi civili.
Anche in altri casi in cui alcuni giornalisti riportavano l'uso americano di napalm, i portavoce militari negavano l'utilizzo di tale arma, senza però chiarire che al suo posto venivano impiegate le bombe MK-77.
I funzionari americani informarono in modo errato i colleghi del Ministero della Difesa inglese, affermando che l'esercito americano non aveva usato le MK-77 in Iraq, portando il Ministro della Difesa Adam Ingram a fare dichiarazioni inesatte al parlamento inglese nel gennaio 2005. Più tardi, sia Adam Ingram che il Segretario di Stato per la Difesa John Reid si scusarono per l'inaccuratezza delle dichiarazioni riportate ai parlamentari.

## Varianti
Le successive varianti della bomba sono state modificate per trasportare un minore carico di miscela (da 416 a 284 litri), riducendo il peso complessivo a soli 250 kg.
- Mk 77 Mod 0 - peso totale di 340 kg, inclusi i 416 litri di benzina
- Mk 77 Mod 1 - peso totale di 230 kg inclusi i 284 litri di benzina
- Mk 77 Mod 2
- Mk 77 Mod 3
- Mk 77 Mod 4 - circa 230 kg di peso totale, inclusi i 284 litri di combustibile (usata durante la prima guerra del Golfo)
- Mk 77 Mod 5 - circa 230 kg di peso totale, inclusi i 284 litri di miscela a base di combustibile JP-4/JP-5 e agente addensante (usata durante l'invasione dell'Iraq)
- Mk 78 - peso totale di 340 kg inclusi i 416 litri di benzina. Ritirato dal servizio.
- Mk 79 - peso totale di 450 kg inclusi i 416 litri di napalm e benzina. Ritirato dal servizio.